# Mnemosyne
Mnemosyne — свободная компьютерная программа для осуществления интервальных повторений, написанная на Python.

## Название
Название происходит от греческой богини памяти Мнемозины (греч. Μνημμοσύνη). В версиях 0.9.x программа при первом запуске приветствовала пользователя от лица музы, а с версии 1.0 — от лица бабочки, названной в её честь. Изображение бабочки с карточками вместо крыльев стало новым логотипом программы.

## Возможности
Поддерживает Юникод, вставку в карточки изображений, звуков, TeX‐формул; «трёхсторонние» карточки. Качество запоминания вводится пользователем в виде числа от 0 до 5 с помощью кнопок или цифрой с клавиатуры.
Может выводить статистику по количеству карточек:
- которые будут добавлены в список для повторения через (0—7) дней;
- с определённой оценкой;
- в каждой категории.

## Устройство
Mnemosyne сделана на основе PyQt‑порта программы MemAid by David Calinski, после того, как последняя была переведена под собственническую коммерческую лицензию под именем «FullRecall».
Как и MemAid, Mnemosyne использует алгоритм планирования повторений, похожий на «SM-2», использовавшийся в первых программных версиях SuperMemo По желанию пользователя программа может отправлять автору анонимную (только кривые, без текста) информацию о запоминании и забывании. Эта информация доступна по запросу у автора.